# Sun on the Stubble
Sun on the Stubble (Memórias de Bruno, no Brasil) é uma série de televisão australiana, baseada em livro homônimo do escritor infantil Colin Thiele.

## Sinopse
Conta a história de Bruno Gunther, um menino de 14 anos ligado a uma família de imigrantes alemães, que cresce numa pequena comunidade rural do sul da Austrália, na década de 1930. Enquanto seu pai prega as virtudes do trabalho árduo na fazenda, Bruno encontra todo tipo de oportunidades para arranjar problemas e confusão.

## Elenco
- Christian Kohlund - Marcus Gunther
- Jamie Croft - Bruno Gunther
- Sophie Heathcote - Lottie Gunther
- Susan Lyons - Ellie Gunther
- Mignon Kent - Anna Gunther
- Caroline Winnall - Emma Gunther
- Ann Burbrook - Miss Knightley

## No Brasil
A série é exibida pela TV Aparecida em vários horários à tarde.